# Skalinki
Skalinki (Petroicinae) – podrodzina ptaków z rodziny skalinkowatych (Petroicidae). 

## Występowanie
Podrodzina obejmuje gatunki występujące w Australii, Nowej Zelandii, na Nowej Gwinei i innych wyspach Oceanii.

## Systematyka
Do podrodziny należą następujące rodzaje:
- Eugerygone Finsch, 1901 – jedynym przedstawicielem jest Eugerygone rubra (Sharpe, 1879) – gwizdóweczka
- Petroica Swainson, 1830